# قزل‌سو (ترکمنستان)
قزل‌سو (به لاتین: Gyzylsuw) یک شهرک در ترکمنستان است که در ولایت بلخان واقع شده‌است.